# Óscar Durón
Óscar Durón Murillo (Tegucigalpa, Honduras, 27 de julio de 1989) es un futbolista hondureño. Juega de Mediocampista y su actual equipo es el Real Sociedad de la Liga Nacional de Honduras.

## Trayectoria
Debutó en Primera División jugando para el Club Deportivo Necaxa el 29 de septiembre de 2010. Ese día, ingresó al minuto 45 en reemplazo de José Burgos, en el partido de la Jornada 8 del Apertura 2010 que Necaxa ganó por 2-1 al Platense en Danlí.
Anotó su primer gol en la Liga Nacional de Honduras el 17 de octubre de 2010, en un partido entre Necaxa y Real España que terminó con empate 1-1. El 23 de enero de 2012 fichó por el Marathón, equipo con el cual disputó 2 juegos de la Concacaf Liga Campeones 2012-13. Posteriormente jugó en Platense y Villanueva F.C.
El 15 de enero de 2016 fichó por Real Sociedad.

## Selección nacional
Disputó un partido amistoso ante la selección de mayores de Nicaragua el 17 de agosto de 2011. El mismo que se llevó a cabo en la ciudad de Managua finalizó con empate de 1-1.

## Clubes
| Club            | País     | Año             |
| --------------- | -------- | --------------- |
| Necaxa          | Honduras | 2009 - 2011     |
| Marathón        | Honduras | 2012 - 2013     |
| Platense        | Honduras | 2014            |
| Villanueva F.C. | Honduras | 2015            |
| Real Sociedad   | Honduras | 2016 - Presente |

## Palmarés

### Campeonatos nacionales
| Título               | Club   | País     | Año  |
| -------------------- | ------ | -------- | ---- |
| Apertura del Ascenso | Necaxa | Honduras | 2009 |
| Clausura del Ascenso | Necaxa | Honduras | 2010 |